# Área de Conservação da Paisagem do Rio Peetri
A Área de Conservação da Paisagem do Rio Peetri é um parque natural localizado no condado de Võru, na Estónia.
A área do parque natural é de 500 hectares.
A área protegida foi fundada em 1959 para proteger o leito e as margens do rio Peetri. Em 2005, a área protegida foi reformulada para área de conservação paisagística.